# Dithella philippinica
Dithella philippinica är en spindeldjursart som beskrevs av Beier 1967. Dithella philippinica ingår i släktet Dithella och familjen Tridenchthoniidae. Inga underarter finns listade i Catalogue of Life.